# Les Noces de Cana (Garofalo)
Les Noces de Cana est un tableau du Garofalo (Benvenuto Tisi) de 1531 conservé au musée de l'Ermitage de Saint-Pétersbourg. Cette huile sur toile mesure 306 × 248 cm.

## Histoire et description
Ce tableau reprend le sujet évangélique des Noces de Cana tiré du chapitre II de l'Évangile selon saint Jean, dans lequel Jésus invité à des noces en Galilée avec sa Mère (qui déclare « Faites ce qu'Il vous dira ») change de l'eau en vin, préfigurant sa propre Passion sur la Croix.
Tous les personnages du tableau sont vêtus élégamment à la mode de la cour de Ferrare de l'époque du Garofalo (sauf le Christ assis au premier plan à gauche en tunique rouge et manteau bleu, levant la main sur les jarres). L'historien Alexandre Benois considère que ce tableau est une illustration caractéristique des mœurs de la Renaissance. La structure architecturale du second plan en forme de temple antique rappelle celle de la fresque L'École d'Athènes de Raphaël, réalisée vingt ans plus tôt, que l'on admire au Vatican. Le peintre représentait souvent un œillet (garofano en italien qui se rapproche de son sobriquet) en guise de signature. On en trouve ici un rouge sur le corsage de la jeune mariée assise au bout derrière le petit côté de la table à la gauche du jeune marié. On remarque au premier plan à droite de l'enfant et du chien la signature de Garofalo et la date en latin D. M. XXXI SEPTEMBRIS HAS GRATIS PINXIT BENVENVTVS DE GAROFALO inscrites sur la contre-marche.
Le tableau est commandé par les clarisses du monastère San Bernardino de Ferrare qui l'installent dans leur réfectoire. Les clarisses ruinées le vendent en 1792 au pape Pie VI. Après la mort de ce dernier, son neveu, le comte Pio Braschi, en hérite. Ce dernier décide de se séparer en 1840 d'une partie de la collection héritée de son oncle, à cause de difficultés financières. Certains tableaux sont acquis par l'empereur Nicolas de Russie, dont deux tableaux du Garofalo : Les Noces de Cana et La Multiplication des pains et des poissons (transférée en 1931 au musée de Khabarovsk). De même d'autres tableaux du Garofalo sont vendus par le duc Luigi Braschi ; il s'agit de L'Allégorie de l'Ancien et du Nouveau Testament et du Portement de Croix vendus en 1842 par l'intermédiaire de l'ambassadeur russe à Rome. C'est ainsi que les quatre tableaux du Garofalo qui avaient été commandés par les religieuses de San Bernardino se retrouvent aujourd'hui en Russie.
L'empereur Nicolas installe Les Noces de Cana dans sa résidence de Gatchina à côté de la capitale. Le tableau est transféré en 1898 au musée impérial de l'Ermitage. Il n'est plus exposé au public à partir de 1914 et il est oublié dans les réserves pendant près d'un siècle. Il n'est en effet à nouveau montré au public qu'à partir de 2007 après restauration. Il se trouve aujourd'hui dans la salle 229 du Nouvel Ermitage (salle consacrée à Raphaël).
Il subsiste encore un autre tableau du Garofalo sur le même thème  conservé à la Galerie Borghèse de Rome. La composition du premier plan de ce tableau est très proche de celle du tableau de l'Ermitage et le nombre de personnages sont semblables entre les deux œuvres. Ainsi l'on retrouve la pose du Christ et de la jeune mariée dans les deux tableaux. Par ailleurs, les traits de la jeune mariée sont également visibles dans une figure de L'Allégorie de l'Ancien et du Nouveau Testament qui est conservée également à l'Ermitage.